# Сајријак Харис
Сајријак Харис (енгл. Cyriak Harris), познатији као Сајријак, је енглески аниматор који је познат за своје бизарне анимације.

## Историја
На самом почетку, Сајријак је много цртао, док није сазнао да има бржи начин да се праве анимације, то јест манипулација видео снимака и фотографија. 2004, Сајријак је правио анимације за британски вебсајт Б3та. Сајријак је 29. марта 2006. отварио свој Јутјуб канал који му је јако помогао да стекне популарност. Његове све најпознатије анимације су направљене у програму After Effects. Најпознатији рад му је Cow, Cow & Соw (Краве, Краве и Краве), у којој манипулише кравама да плешу и мењају свој облик. Такође позната дела су му Welcome to Kitty city, Meow и Baaa.

## Победе
Дана 3. децембра 2009, Сајријак је освоијо прво место на телезивијском програму Е4 Стингс.

## Анимације
- зезање главом (2006)
- MOO! (2007)
- Мјау (2010)
- Нешто (2010)
- Краве краве и краве (2010)
- Бааа (2011)
- Добродошао у град мачака (2011)
- Xодање живота (2012)